# Erwin Rohde
Erwin Rohde (Hamburgo, 9 de octubre de 1845-Heidelberg, 11 de enero de 1898) fue un filólogo y helenista alemán.

## Biografía
Estudió filología en Bonn y Leipzig, donde fue condiscípulo de Friedrich Nietzsche (con quien inició una larga amistad) y tuvo como maestro a Friedrich Wilhelm Ritschl. En 1872, se convierte en profesor de la Universidad de Kiel, luego enseñará en Jena (1876), Tubinga (1878) y Heidelberg (1889), donde muere en 1898.
Entre 1890 y 1894 publica su obra más importante, Psique, que aún permanece como referencia estándar para el conocimiento de los cultos griegos y creencias relacionadas con el alma. Una de las tesis principales de dicho trabajo señala que la idea de la inmortalidad del alma no es griega, argumentando que en Homero está ausente y que será el culto a Dionisio, traído de Tracia, el que incorporará el concepto en la cultura helena, tendencia luego reforzada por el orfismo.
Rohde será determinante en la discusión sobre el valor de la obra de Nietzsche El nacimiento de la tragedia, por el año de 1872, la cual fue fuertemente criticada por el filólogo Wilamowitz como una obra sin valor científico en cuanto a la interpretación de la tragedia griega se trata. Rohde no desmentirá dicha opinión; su postura se centrará en defender la obra como una excelente interpretación filósofica, y específicamente estética, de la tragedia griega, sin que con ello haya un compromiso con los hechos históricos.
La amistad de Rohde con Nietzsche se romperá en 1887. Según algunos, el problema fue una diferencia de opinión respecto a la persona de Hipólito Taine. Pero hubo razones más profundas que hacen pensar que lo de Taine es la punta del iceberg. Ambos se encuentran en Leipzig en 1886, y Rohde nota que la locura de Nietzsche ha llegado a un estado tan avanzado que no parece «ciudadano de este mundo». Pero al investigar las obras de ambos, ya se puede notar una diferencia de opinión en otros campos, quizá el ejemplo más palpable sea el papel que el dios griego Dionisio juega en las obras de ambos.[cita requerida]
Su obra Der Griechische Roman und seine Vorläufer (1876) fue considerada por Bakhtin «el mejor libro de la historia de la novela antigua».